# Марин Таррок, Льюис
Льюис Марин Таррок (кат. Lluis Marin Tarroch; род. 12 октября 1988 года, Андорра-ла-Велья, Андорра) — сноубордист из Андорры, выступающий в сноуборд-кроссе, призёр этапов Кубка мира, участник трёх Олимпийских игр (2010, 2014, 2018). Один из наиболее успешных андоррских спорстменов во всех видах спорта в XXI веке.

## Карьера
Дебютировал в Кубке мира в сентябре 2008 года на этапе в аргентинском городе Чапелько. В начале 2009 года впервые стартовал на мировом первенстве по сноуборду, где завоевал 15-е место в сноуборд-кроссе. Также выступил в параллельном гигантском слаломе (66-е место).
В 2010 году Марин Таррок принял участие в своей первой Олимпиаде, где помимо выступления в сноуборд-кроссе он выполнил роль знаменосца андоррской сборной на церемонии открытия Игр. В соревнованиях андоррец выступил на слишком удачно, упав в обоих заездах и заняв в квалификации последнее, 34-е место, что не позволило ему выйти в 1/8 финала.
В марте 2012 года на этапе мирового кубка в итальянском Вальмаленко Марин Таррок занял третье место в сноуборд-кроссе, завоевав первый в карьере кубковый подиум. На чемпионате мира 2013 года занял 21-е место в сноуборд-кроссе.
На Олимпиаде в Сочи Льюис вновь выступил в сноуборд-кроссе. После отмены из-за тумана квалификации он сразу принял старт в 1/8 финала. В своём заезде он был дисквалифицирован и завершил выступления.
22 марта 2014 года выиграл этап Кубка Европы в сноуборд-кроссе в швейцарском Ленке.
На чемпионате мира 2015 года показал 14-й результат в квалификации сноуборд-кросса, а затем выиграл свои заезды в 1/8 финала и 1/4 финала. В полуфинале занял третье место после Луки Маттеотти и Ника Баумгартнера и не вышел в основной финал. В малом финале финишировал последним, таким образом заняв общее восьмое место.
24 января 2016 года занял третье место в сноуборд-кроссе на этапе Кубка мира в немецком Фельдберге. 5 марта 2016 года занял 4-е место на этапе Кубка мира в Швейцарии. По итогам сезоне 2015/16 занял высшее в карьере 8-е место в зачёте сноуборд-кросса в Кубке мира.
На чемпионате мира 2017 года показал 27-е время в квалификации, а в 1/8 финала занял 4-е место среди 6 участников и не прошёл в четвертьфинал.
На Олимпийских играх 2018 года был одним из пяти спортсменов из Андорры и единственным сноубордистом (как и на Играх 2010 и 2014 годов). Показал 30-е время в квалификации сноуборд-кросса, а затем выбыл уже на стадии 1/8 финала, заняв последнее место в своём заезде.
На чемпионате мира 2019 года занял 12-е место в квалификации сноуборд-кросса, после чего сумел пробиться в 1/4 финала, где не финишировал в своём заезде.